# دالوتوزوماب
دالوتوزوماب هو جسم مضاد وحيد النسيلة مصصم لعلاج السرطان. طورته شركة ميرك.